# موسیقی در عمان
موسیقی عمان به شدت تحت تأثیر موقعیت ساحلی این کشور که ملوانان عمان با مصریان، تانزانیاها و جاهای دیگر در ارتباط هستند و موسیقی آنها را به داخل کشور می‌آورند، است. در دوره معاصر اشغال عمان توسط پرتغالی‌ها باعث به جای ماندن تأثیر آنان بر عمان شده که همسایگان جغرافیایی عمان مانند امارات متحده عربی، یمن و عربستان سعودی نیز نفوذ عمیقی داشته‌اند. موسیقی بومی عمان تأکید زیادی بر ضرب‌آهنگ دارد.
موسیقی بومی تمام مراحل زندگی یک عمانی را، از جمله زایش، ختنه، ازدواج و مرگ را شامل می‌شود. برخلاف بسیاری از کشورهای عربی، همه عمانی‌ها، از زن و مرد، پیر و جوان در موسیقی شرکت می‌کنند.
لیوا و فان اتبورا نوعی موسیقی و پایکوبی است که بیشتر در میان مردم بانتو از منطقه دریاچه‌های بزرگ آفریقا اجرا می‌شود.
مرکز موسیقی بومیعمان ادعا می‌کند که موسیقی عربی در عمان را می‌توان با "چهارآکوردها با فواصل معمول عربی، شامل سه چهارم آهنگ گرفته شده از مقیاس‌های موسیقی عربی " توصیف کرد.
از نوازندگان برجسته عمانی می‌توان به سلیم رشید سوری، "ملوان آواز"، خواننده سده بیستم و نوازنده عود اهل صور اشاره کرد که گونه‌های " صوت/طبل " در شمال خلیج فارس و دیگر آیین‌های موسیقی اقیانوس هند را به عنوان پیشگام در این سبک در هم آمیخت. این سبک به نام «صوت الخلیج» (آوای خلیج) شناخته می‌شود.
همچنین یک صحنه موسیقی متال زیرزمینی بسیار کوچک وجود دارد که گروه‌هایی مانند عربیا و بلوس (که به انگلیس مهاجرت کرده) از آنجا پیدا شده‌اند.

## یادداشت
1. ↑  OCTM - Melodic instruments بایگانی‌شده  در ۲۰۰۸-۰۵-۲۴ توسط Wayback Machine